# 小行星3528
小行星3528（3528 Counselman）是一颗绕太阳运转的小行星，为主小行星带小行星。该小行星于1981年3月2日发现。

## 轨道参数
小行星3528的轨道半长轴为2.5353920 UA，离心率为0.158。